# Rolf Isermann
Rolf Isermann (* 20. August 1938 in Stuttgart) ist ein deutscher Ingenieur und Professor für Regelungstechnik im Fachbereich Elektrotechnik und Informationstechnik der Technischen Universität Darmstadt.

## Leben
Rolf Isermann studierte Maschinenbau an der Technischen Hochschule Stuttgart und legte 1962 die Diplomprüfung ab. 1965 promovierte er zum Dr.-Ing. an derselben Universität mit der Dissertation Das regeldynamische Verhalten der Überhitzung bei Berücksichtigung der Koppelungen mit anderen Teilen eines Dampferzeugers. 1968 habilitierte Isermann mit der Arbeit Das regeldynamische Verhalten dampfbeheizter Wärmeübertrager an der Fakultät für Maschinenbau der Universität Stuttgart.
1971 nahm Isermann eine Gastprofessur an der Purdue University im US-Bundesstaat Indiana wahr. 1972 wurde er Privatdozent und 1974 Professor für Regelungstechnik an der Universität Stuttgart. 1977 nahm Isermann eine Berufung als Nachfolger von Winfried Oppelt an der – damals noch – Technischen Hochschule Darmstadt an. Von da an, bis zu seiner Emeritierung im Jahr 2006 vertrat er in Darmstadt das Fachgebiet Regelungstechnik und Prozessautomatisierung im Fachbereich Elektrotechnik und Informationstechnik.
Von 1988 bis 2001 war Isermann Sprecher des von der Deutschen Forschungsgemeinschaft geförderten Sonderforschungsbereichs 241 Integrierte mechanisch-elektronische Systeme. In diesem Rahmen war Isermann 1998 Gastprofessor im Fachbereich Maschinenbau der University of California at Berkeley. Rolf Isermann wurde 2006 emeritiert, ist aber noch wissenschaftlich aktiv.

## Wirken
Die wissenschaftlichen Arbeiten von Isermann sind sowohl den theoretischen als auch den praktischen Aspekten der Regelungstechnik gewidmet. In der theoretischen Forschung liegt der Schwerpunkt auf der Modellbildung des dynamischen Verhaltens von technischen Systemen, bei der Anwendung neuer Methoden in der adaptiven Regelung sowie bei der Fehlererkennung und Fehlerdiagnose technischer Anlagen. Dabei wird die Verbindung zu Fragen der Praxis durch das Aufgreifen aktueller regelungstechnischer Probleme gewährleistet, die sich auf so unterschiedliche Gebiete beziehen wie Aktoren, Drehstrommaschinen, Kältemaschinen, Kraftfahrzeuge, Kraftwerke, Öl- und Gas-Pipelines, Pumpen, Roboter, Trockner, Verbrennungsmotoren, Wärmepumpen, Wärmeaustauscher, Walzwerke und Werkzeugmaschinen.
In seiner wissenschaftlichen Laufbahn hat Isermann über 100 Doktorarbeiten betreut – eine nur äußerst selten erreichte Zahl in den Ingenieurwissenschaften. Die ersten fünf Doktorarbeiten hatte Isermann noch an der Universität Stuttgart betreut. An der Technischen Universität Darmstadt folgten dann weitere 95 Dissertationen. 70 Prozent der Forschungsarbeiten von Isermann sind durch Drittmittel finanziert, davon ein Drittel durch Kooperationsverträge mit der Industrie. Von 1977 bis 2006 wurden so an Isermanns Fachgebiet insgesamt fast 40 Millionen Euro Drittmittel eingeworben.

## Tätigkeit bei der International Federation of Automatic Control (IFAC)
- 1975–1978: Vorsitzender des Application Komitees
- 1988–1993: Vorsitzender des Safeprocess Komitees
- 1996–1999: Vizepräsident des exekutiven Ausschusses
- 1999–2002: Vizepräsident des technischen Ausschusses
- 2002–2008: Mitglied der Ratsversammlung

## Ehrungen und Auszeichnungen
- 1989 Ehrendoktor der Faculté des Sciences appliquées der Université libre de Bruxelles, Belgien.[14]
- 1996 Ehrenring des Verbands der Elektrotechnik Elektronik Informationstechnik e. V. (VDE) für seine zukunftsweisenden technisch-wissenschaftlichen Leistungen.
- 1996 Ehrendoktor der Polytechnischen Universität Bukarest.
- 1998 Gastprofessor des Fachbereichs für Maschinenbau der University of California at Berkeley im Rahmen der Russell-Severance-Springer-Professorship.
- 2003 Ausgewählt von der Zeitschrift Technology Review des Massachusetts Institute of Technology (MIT) als einer von 10 Wissenschaftlern, deren Forschungen zu neuen Technologien die gesamte Lebens- und Arbeitswelt der Menschen nachhaltig verändern werden.
- 2007 Ehrenmitglied des Vereins Deutscher Ingenieure e. V. (VDI)
- 2010 Rufus Oldenburger Medal der American Society of Mechanical Engineers (ASME).[15]
- 2020 Verdienstkreuz am Bande des Verdienstordens der Bundesrepublik Deutschland (Bundesverdienstkreuz).

## Schriften (Auswahl)
Identifikation
- R. Isermann: Prozessidentifikation. Identifikation und Parameterschätzung dynamischer Prozesse mit diskreten Signalen. Springer, Berlin / Heidelberg / New York 1974, ISBN 3-540-06911-9.
- R. Isermann: Identifikation dynamischer Systeme: Grundlegende Methoden. 2. Auflage. Springer, Berlin / Heidelberg / New York / und andere 1992, ISBN 3-540-54924-2.
- R. Isermann: Identifikation dynamischer Systeme: Besondere Methoden, Anwendungen. 2. Auflage. Springer, Berlin / Heidelberg / New York / und andere 1992, ISBN 3-540-55468-8.
- R. Isermann, M. Münchhof: Identification of Dynamic Systems. An Introduction with Applications. Springer, Heidelberg 2011, ISBN 978-3-540-78878-2.

Regelungstechnik
- R. Isermann: Digitale Regelsysteme. Grundlagen, Deterministische Regelungen. 2. Auflage. Springer, 1987, ISBN 3-540-16596-7.
- R. Isermann: Digitale Regelsysteme. Stochastische Regelungen, Mehrgrößenregelungen, Adaptive Regelungen, Anwendungen. 2. Auflage. Springer, 1987, ISBN 3-540-16597-5.
- R. Isermann, K.H Lachmann, D. Matko: Adaptive Control Systems. Prentice Hall, 1992, ISBN 0-13-005414-3.

Fehlerdiagnose
- R. Isermann (Hrsg.): Überwachung und Fehlerdiagnose technischer Systeme. Moderne Methoden und ihre Anwendungen bei technischen Systemen. VDI-Buch, 1994, ISBN 978-3-540-62178-2.
- R. Isermann: Fault Diagnosis Systems. An Introduction from Fault Detection to Fault Tolerance. Springer, 2006, ISBN 978-3-540-24112-6.
- R. Isermann: Fault-Diagnosis Applications: Model-Based Condition Monitoring: Actuators, Drives, Machinery, Plants, Sensors, and Fault-tolerant Systems. Springer, 2011, ISBN 978-3-642-12766-3.

Mechatronik
- R. Isermann: Mechatronic Systems: Fundamentals. Springer, 2003, ISBN 978-1-85233-930-2.
- R. Isermann (Hrsg.): Fahrdynamik-Regelung: Modellbildung, Fahrerassistenzsysteme, Mechatronik. Vieweg + Teubner, 2006, ISBN 978-3-8348-0109-8.
- R. Isermann (Hrsg.): Elektronisches Management motorischer Fahrzeugantriebe: Elektronik, Modellbildung, Regelung und Diagnose für Verbrennungsmotoren, Getriebe und Elektroantriebe. Vieweg + Teubner, 2010, ISBN 978-3-8348-0855-4.